# Weltraumverwitterung
Weltraumverwitterung (auch Weltraum-Erosion genannt; englisch space weathering) beschreibt die Veränderung der Oberfläche von atmosphärenlosen planetaren Festkörpern wie Asteroiden, Monden und Planeten im Weltraum durch
- die Einwirkung von Sternwinden (im Sonnensystem des Sonnenwinds) und  der kosmischen Strahlung
- den Einschlag von Meteoriten und Mikrometeoriten sowie
- thermische Spannungen.

Die Weltraumverwitterung verändert die chemischen und physikalischen Eigenschaften der Oberfläche der planetaren Festkörper.

## Teilprozesse

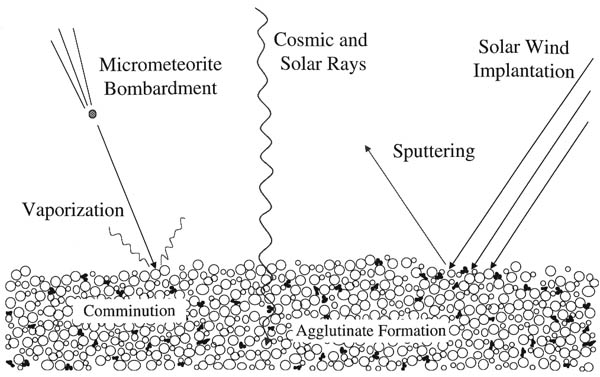
Teilprozesse der Weltraumverwitterung

### Ionisierende Strahlung
Die UV- und Röntgenstrahlung der Sonne ionisiert und verändert die chemische Zusammensetzung der Oberfläche. Organische Verbindungen auf Asteroiden werden z. B. zu einer Art von Bitumen reduziert, was zu einer geringen Albedo und einer Verschiebung des Farbindex ins Rote führt (Phase Reddening); mit deren Hilfe kann das Expositions-Alter bestimmt werden.
Diese Reaktionen werden auch durch die Gammastrahlung der kosmischen Strahlung verursacht.

### Sputtering
Elektrisch geladene Teilchen des Sonnenwinds sowie Ionen aus der kosmischen Strahlung führen zum Sputtering, bei dem Atome aus dem Festkörper bis auf Fluchtgeschwindigkeit beschleunigt werden. Auch hochenergetische Teilchen aus der kosmischen Strahlung haben diesen Effekt.

### Mikrometeoriten
Der Einschlag von Mikro-Meteoriten führt zum Verdampfen dieser Meteoriten und des Regoliths. Zurück bleiben an der Oberfläche überwiegend die schwersten Atome, insbesondere Eisen. Eisen kann im Mond- und Metoritenstaub in Form einer Nanophase und auch spektroskopisch nachgewiesen werden.

### Thermischer Stress
Bei atmosphärenlosen planetaren Körpern kommt es zwischen der beleuchteten Tag- und der unbeleuchteten Nachtseite zu thermischem Stress von Gesteinskörpern beliebiger Größe. Infolge sich daraufhin ausbreitender Risse zerfallen alle Oberflächengesteine langfristig zu Staubteilchen (Regolith) mit einer Größe von 0,1 mm.

## Verjüngung der Oberfläche
Auf den Oberflächen von Asteroiden und Monden sind helle Flecken nachgewiesen worden. Diese werden durch Umlagerung des Regoliths verursacht z. B. durch den Einschlag von Meteoriten sowie durch Rutschungen. Bei Asteroiden führt der YORP-Effekt zu einer Beschleunigung der Rotation bis an die Fliehkraftgrenze. Dies führt zu einer Verlagerung des Staubs und zur Freilegung nicht exponierter Stellen. Diese Phänomene machen eine Altersbestimmung bei nicht aufgelösten Oberflächen planetarer Körper schwierig.
Eine Verjüngung der Oberfläche eines Asteroiden kann auch durch ein Beben (seismic shaking) aufgrund einer nahen Begegnung mit einem Planeten verursacht werden. Dies gilt als die Ursache für die seltene Klasse Q der Asteroiden.

## Das Typ-S-/Gewöhnliche-Chondrite-Rätsel
Fast 80 % der auf die Erdoberfläche gefallenen Meteoriten gehören zur Klasse der gewöhnlichen Chondriten. Deren Reflexionsspektrum unterscheidet sich deutlich von jenem der im Weltraum häufigsten Klasse der Asteroiden vom Typ S und den verwandten Untertypen, obwohl sie wie die gewöhnlichen Chondriten auch alle überwiegend aus Silikaten bestehen. Dieser ehemals unerklärte Unterschied wurde bezeichnet als das „Typ-S-/Gewöhnliche-Chondrite-Rätsel“ (englisch S-type–ordinary-chondrites conundrum).
Inzwischen gilt das Rätsel als gelöst; der beobachtete Effekt wird mit der Weltraumverwitterung erklärt. Beim Eintritt in die Erdatmosphäre kommt es zu einer Ablation, wodurch die verwitterte Oberfläche abgetragen wird und das von der Verwitterung unbeeinflusste Grundmaterial freigelegt wird. Die Typ-S-Asteroiden sind also gewöhnliche Chondriten mit einer weltraumverwitterten Oberfläche.